# Åhus

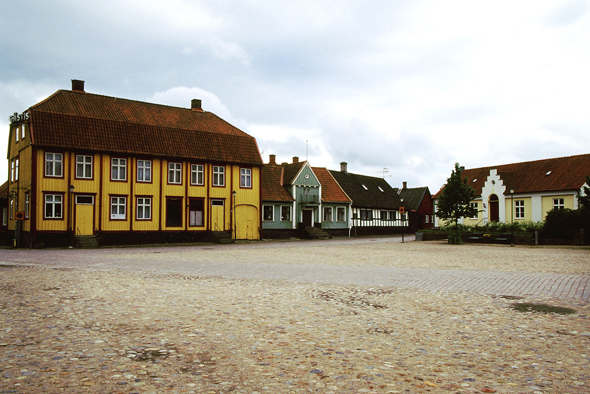
Altstadt von Åhus

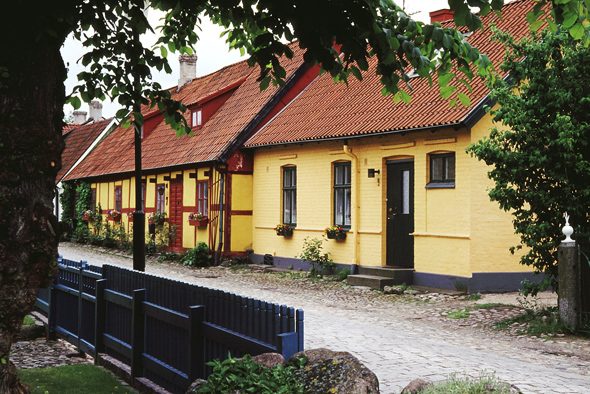
Häuser in der Altstadt

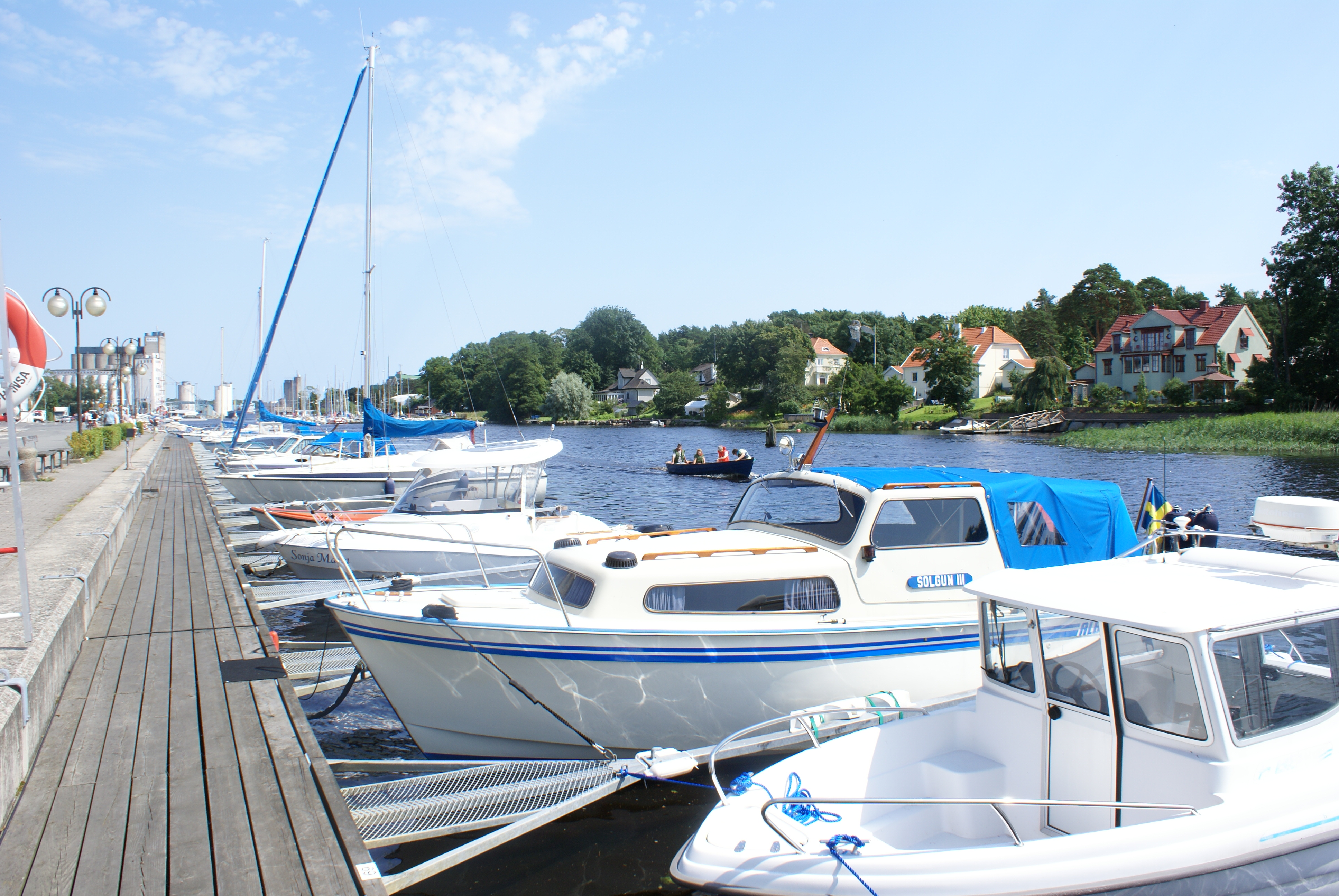
Hafen in Åhus

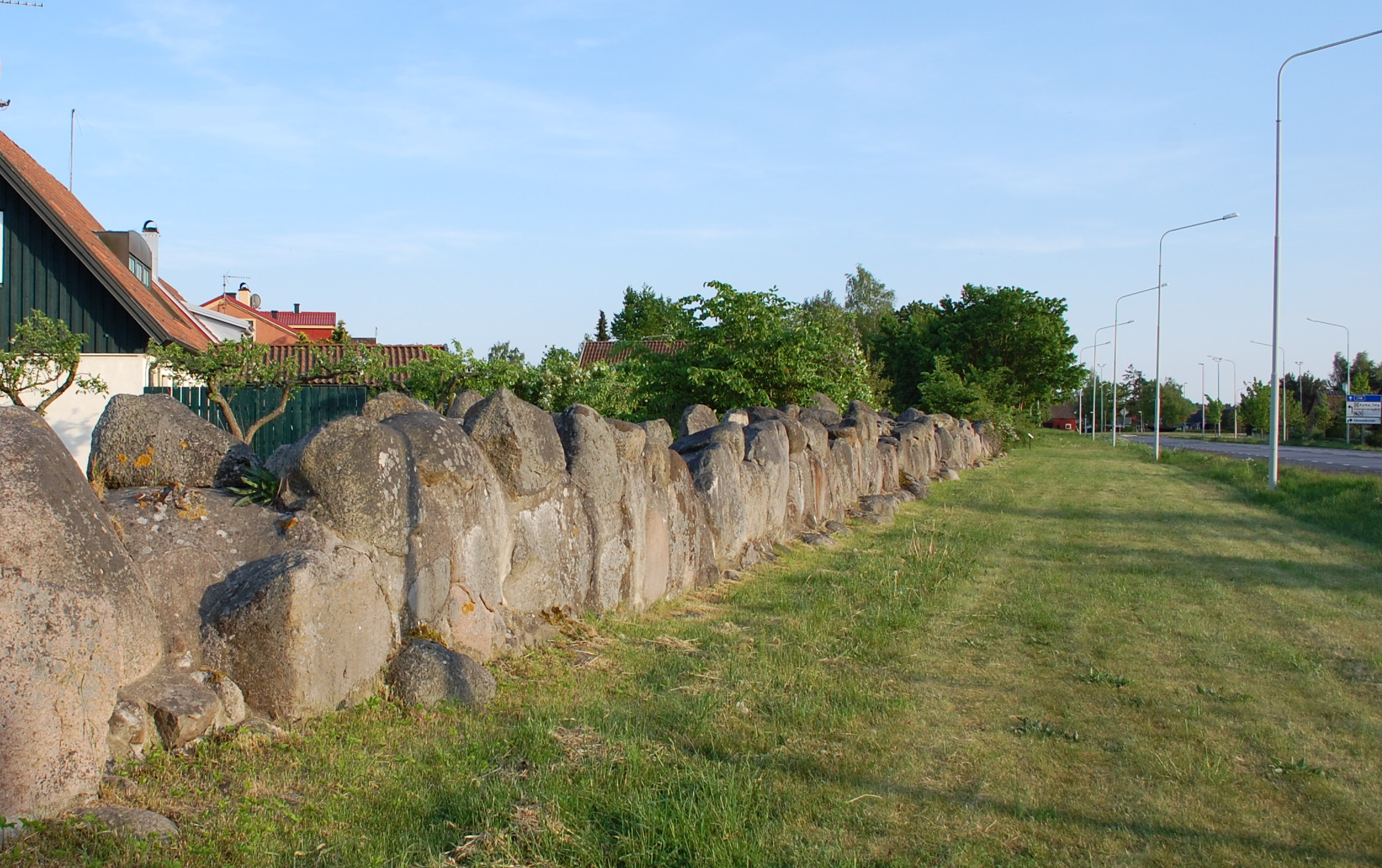
Reste der Stadtmauer

Åhus ist eine Stadt in der schwedischen Provinz Skåne län und der historischen Provinz Schonen.
Die Stadt in der Gemeinde Kristianstad liegt am Fluss Helge å. Im Sommer steigt die Zahl der Einwohner aufgrund der vielen Touristen bis auf das Dreifache an.

## Geschichte
Die Geschichte der Stadt beginnt in der Wikingerzeit, als sich stromaufwärts vom jetzigen Stadtkern ein Handelsplatz etablierte. Der Name Åhus entstand nicht in Bezug auf ein Haus (dänisch, schwedisch: hus), sondern geht auf den Begriff aos zurück, was Flussmündung bedeutet. Früher lag hier die Hauptmündung des Flusses Helge å, der sich jedoch nach einer Flut und einem missglückten Entwässerungsunternehmen im Jahr 1775 ein neues Bett suchte und nunmehr bei Yngsjö seine Hauptmündung hat. Durch die sogenannte Graften fließt ein Teil des Flusses aber immer noch in seinem alten Bett in Richtung Åhus, um dort in die Ostsee zu münden.
Åhus war im Mittelalter ein bedeutender Handelsplatz in Dänemark. Im 12. Jahrhundert baute man vor der Stadt die Burg Aose hus, die wahrscheinlich dem aus Lund kommenden Erzbischof Eskil als Zufluchtsort diente. Unter Leitung des Erzbistums Lund erlebte Åhus in den folgenden Jahrhunderten eine Blütezeit. Unter anderem wurde eine Stadtmauer gebaut, die heute noch in Fragmenten auf etwa 250 Meter erhalten ist. Weiterhin entstand ein Dominikanerkloster Åhus mit einem überregional bedeutenden Priesterseminar und mindestens zwei Kirchen.
Eigentlich erhielt Åhus erst 1326 die Stadtrechte, doch die Stadtschreiber betrachten 1149 als das eigentliche Jahr der Anerkennung, da Erzbischof Eskil die Stadt in diesem Jahr zugesprochen erhielt. Zur Zeit der Reformation verlor Åhus wieder an Bedeutung und wurde mehrfach geplündert. Vor allem unter den Feldzügen von Gustav II. Adolf erlitt das damals noch dänische Åhus großen Schaden. Auch die Burg verfiel zur Ruine. Der Tiefpunkt war erreicht, als Åhus 1617 nach dem Kalmarkrieg die Stadtrechte zugunsten von Kristianstad verlor. 1658, im Frieden von Roskilde, fiel das bisher dänische Schonen, und damit auch Åhus, an Schweden. Erst 1929 erhielt Åhus wieder den Status einer Minderstadt (köping).

## Wirtschaft
Heute wird in Åhus Absolut Vodka hergestellt. Åhus Glass, eine Speiseeis-Firma, war vor ihrer Schließung überregional bekannt. Es gibt zahlreiche mittelständische Produktions- und Handelsbetriebe, z. B. Atelje-Lyktan (Beleuchtungskörper) und Blå Station (Designermöbel). Wegen des malerischen Ortsbildes und der ausgedehnten Badestrände im Ort selbst (Äspet und Täppet) und in unmittelbarer Umgebung (Yngsjö, Nyehusen, Furuboda etc.) ist die Stadt zu einer touristischen Attraktion geworden, mittlerweile ein ausgesprochen wichtiger Wirtschaftszweig.

## Bauwerke
Am Marktplatz des Orts befindet sich das Åhus Museum. Nordwestlich hiervon steht die auf das 12. Jahrhundert zurückgehende Sankt-Maria-Kirche. In der Nähe des Hafens liegt die Schlossruine Aose hus. Vom Kloster Åhus ist noch eine Mauer erhalten. Bemerkenswert ist ein östlich der Ruine der Sankt-Anna-Kapelle aufgestellter steinerner Sarkophag. Vom Anfang des 17. Jahrhunderts stammt das Fachwerkhaus Kungsstugan. Über den Helge å führt die 1908 entstandene Alte Äspetbrücke. Westlich der Altstadt stehen mehrere vom Heimatverein St. Annas Gille betriebene historische Gebäude. Neben einer Tabakscheune, die an die Tradition der Gegend als Tabakanbaugebiet erinnert, befindet sich dort auch die Seilerei Malmström und der als Heimatmuseum betriebene Hof Anders Håkansgården.
Der Runenstein von Älleköpinge ist ein wikingerzeitlicher (800–1050 n. Chr.) Runenstein, der 1965 bei der Kirche von Älleköpinge bei Åhus gefunden wurde.

## Persönlichkeiten
In Åhus geboren wurden die ehemalige schwedische Ministerin für Umwelt Karolina Skog (* 1976), der Ringer Thure Sjöstedt (1903–1956), die Sängerin Maja Ivarsson (* 1979), der Fußballspieler Per Harrysson (* 1967) sowie der Handballer Valter Chrintz (* 2000).